# Iqbal Bano
Iqbal Bano (Urdu: اِقبال بانو; Delhi, 1935 – Lahore, 21 aprile 2009) è stata una cantante indiana, vincitrice del Pride of Performance Award nel 1974.

## Riconoscimenti
- Premio Pride of Performance (1974) dal Presidente del Pakistan[2][3]